# Epimadiza accincta
Epimadiza accincta är en tvåvingeart som beskrevs av Seguy 1938. Epimadiza accincta ingår i släktet Epimadiza och familjen fritflugor.
Artens utbredningsområde är Kenya. Inga underarter finns listade i Catalogue of Life.